# Шевага Володимир Миколайович
Володимир Миколайович Шевага (* 4 травня 1939, Гарасимів Тлумацького району) — український невропатолог і нейрохірург, професор, доктор медичних наук. 
завідувач кафедри неврології та нейрохірургії (від 1985).
Закінчив медичний факультет Івано-Франківського медичного інституту (1961).
Працював: невропатолог, головний лікар Обертинської райлікарні Івано-Франківської обл. (1961-65); невропатолог поліклініки м. Львова (1965-66); нейрохірург (1966-76), завідувач нейрохірургічного відділення Львівської обласної клінічної лікарні, головний нейрохірург Львівського облздороввідділу (1976-82); асистент (1977-82), доцент (1982-85), завідувач курсу нейрохірургії (1977-85) кафедри нервових хвороб; завідувач (від 1985) кафедри рефлексотерапії з курсом нейрохірургії / неврології та нейрохірургії ФПДО Львівського медичного університету.
Кандидат медичних наук (1971), доктор медичних наук (1982), професор (1988).
Нагороджений срібною медаллю ВДНГ СРСР (1989). Заслужений діяч науки і техніки України (1996). Заслужений професор ЛНМУ (2007).
Напрями наукових досліджень: обмін мікроелементів і вітамінів при онкологічних, судинних і запальних захворюваннях головного мозку; гомеостаз нуклеїнових кислот і нуклеаз при енцефалопатіях різного генезу; особливості клініки і патогенезу ранніх стадій порушення мозкового кровообігу при гіпертонічній хворобі, атеросклерозі і інтоксикаційних процесах; клініка і патогенез (рівень простагландинів, гормонів кори наднирників, вітамінів, імунологічні зміни, реологічні властивості крові) при легкій і важкій черепно-мозковій травмі, зокрема, у хворих, які мешкають на радіоактивно забруднених територіях; проблеми вертеброневрології.
Автор близько 450 наукових і навчально-методичних праць, серед них 7 монографій, 4 довідники, 14 підручників, 3 словники, 9 авторських свідоцтв на винаходи.
Підготував 14 кандидатів, 1 доктора наук.

## Наукові праці
- Макро- и микроэлементы в крови и спинномозговой жидкости у больных с опухолями головного мозга (канд. дис.). Львів, 1971
- Гомеостаз минеральных веществ и витаминов при отеке-набухании мозга у нейрохирургических больных (докт. дис.). Київ, 1981
- Вертеброневрология (монографія). Львів, Світ, 1992 (співавт.)
- Довідник рефлексотерапевта з основами мануальної терапії. Львів, Світ, 1994
- Нейротравматология (довідник). Москва, 1994 (співавт.)
- Периостальный аналитический массаж (монографія). Львів, 1996 (співавт.)
- Периостальная коррекция вертеброортопедической патологии (монографія). Львів, 1996 (співавт.)
- Справочник невропатолога и нейрохирурга. Київ, Книга Плюс, 2003 (співавт.)
- Захворювання нервової системи (підручник). Львів, Світ, 2005 (співавт.)
- Neurosurgery (підручник). Львів, Кварт, 2007 (співавт.)
- Невропатологія (підручник). Київ, Медицина, 2009 (співавт.)

Використані матеріали: Львівський державний медичний інститут. Львів, Словник, 1994: 13, 188, 190-191; Слабий Б. Містечко, що в низині. Івано-Франківськ, 1996; Хто є хто в охороні здоров’я і медицині України. Київ, 1997; Львівський державний медичний університет імені Данила Галицького: рік 2000. Львів, Наутілус, 2000: 245; Богайчук Я. На охороні здоров’я Тлумаччини. Івано-Франківськ, Нова Зоря, 2003; Львівщина та Львів’яни (довідник). Львів, 2004; Львівський національний медичний університет імені Данила Галицького: довідник 2004. Львів, Наутілус, 2004: 317; Нейрохірургічна служба в регіонах України. Київ, 2005; ЛНМУ: довідник 2009. Львів, Наутілус, 2009: 322-323;